# Muggsy Becomes a Hero
Muggsy Becomes a Hero è un cortometraggio muto del 1910 diretto da Frank Powell.

## Produzione
Il film fu prodotto dalla Biograph Company.

## Distribuzione
Distribuito dalla Biograph Company, il film - un cortometraggio di 211 metri - uscì nelle sale cinematografiche statunitensi il 1º settembre 1910. Nelle proiezioni, veniva programmato con il sistema dello split reel, accorpato in un'unica bobina con un altro cortometraggio prodotto dalla Biograph, la commedia The Affair of an Egg.
Copia della pellicola - positivo a 35 mm - viene conservata negli archivi della Library of Congress.